# Leptoiulus korongisius
Leptoiulus korongisius är en mångfotingart som först beskrevs av Carl Graf Attems 1904.  Leptoiulus korongisius ingår i släktet Leptoiulus och familjen kejsardubbelfotingar. Inga underarter finns listade i Catalogue of Life.